# Björn Wirdheim

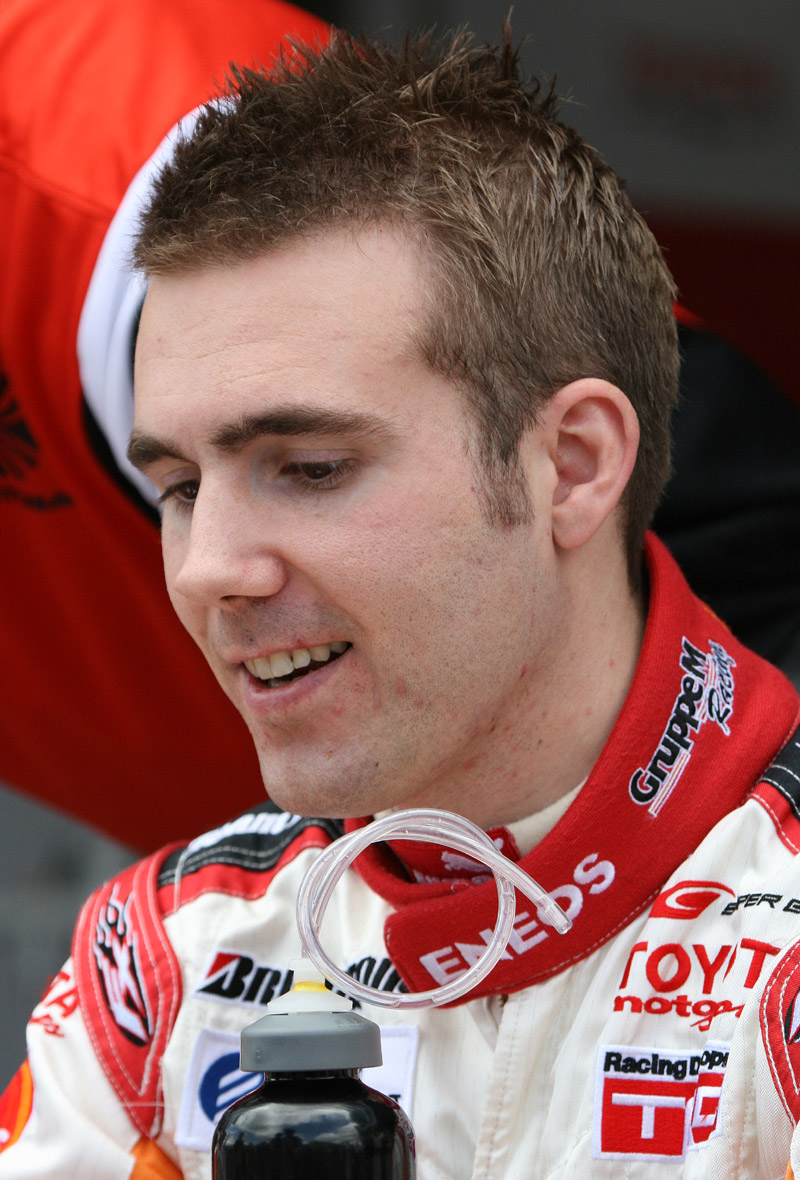
Björn Wirdheim

Björn Wirdheim és un pilot de curses automobilístiques suec que va arribar a la Fórmula 1.
Wirdheim va néixer el 4 d'abril del 1980 a Växjö, Suècia.
L'any 2003 es va ser proclamat campió de la Fórmula 3000.

## A la F1
Björn Wirdheim va participar en els entrenaments del divendres com a tercer pilot de Jordan i Jaguar a les temporades 2003 i 2004 respectivament.
Wirdheim va participar en un total de vint curses puntuables pel campionat de la F1, no podent prendre part en cap cursa de forma oficial.

### Resultats a la Fórmula 1
| Any  | Equip         | Xassís      | Motor    | 1           | 2           | 3           | 4           | 5           | 6           | 7           | 8           | 9           | 10          | 11          | 12          | 13          | 14          | 15          | 16          | 17          | 18          | Posició | Punts |
| ---- | ------------- | ----------- | -------- | ----------- | ----------- | ----------- | ----------- | ----------- | ----------- | ----------- | ----------- | ----------- | ----------- | ----------- | ----------- | ----------- | ----------- | ----------- | ----------- | ----------- | ----------- | ------- | ----- |
| 2003 | Jordan Ford   | Jordan EJ13 | Ford     | AUS         | MYS         | BRA         | SMR         | ESP         | AUT         | MÒN         | CAN         | EUR         | FRA         | GBR         | ALE         | HON         | ITÀ P.Prov. | USA P.Prov. | JPN         |             |             | -       | 0     |
| 2004 | Jaguar Racing | Jaguar R5   | Cosworth | AUS P.Prov. | MYS P.Prov. | BAH P.Prov. | SMR P.Prov. | ESP P.Prov. | MÒN P.Prov. | EUR P.Prov. | CAN P.Prov. | USA P.Prov. | FRA P.Prov. | GBR P.Prov. | ALE P.Prov. | HON P.Prov. | BÈL P.Prov. | ITÀ P.Prov. | XIN P.Prov. | JPN P.Prov. | BRA P.Prov. | -       | 0     |

### Resum
| Curses: | Victòries: | Pòdiums: | Poles: | Voltes ràpides: | Punts: |
| ------- | ---------- | -------- | ------ | --------------- | ------ |
| 0 (20)  | 0          | 0        | 0      | 0               | 0      |